# Pedacito de cielo (telenovela)
Pedacito de cielo (En inglés: Little Piece of Heaven) es una telenovela venezolana,  protagonizada por Natalia Streignard,  Julio Pereira y Julie Restifo. Fue producido en Marte TV en 1993, y transmitido por Venevisión en 1994 a las 6:00 p. m.. (luego trasladado a las 4:00 p. m..)
Fue la última producción de Marte TV transmitida por Venevisión ya que esta última cadena rompió la alianza que tenían tras el fracaso de la telenovela El Paseo de la Gracia de Dios.

## Sinopsis
Un hermoso, Ángel inocente y un hombre guapo, mundano se enamoran en un Pedacito de cielo, una historia encantadora donde la fantasía choca con la realidad.   
Tan fuerte es su pasión que pone en peligro sus destinos. ¿Sebastián Henríquez vengará la muerte de su padre por arriesgar su vida para casarse con la hija de sus enemigos? ¿O será su amor por Angelina, un ángel, disuadirle de su plan? Enviado a la tierra en una misión sagrada, Angelina no puede ser destruida por aquellos planeando su muerte, pero su amor por Sebastián podría llevar a la ruina.  
Mientras Angelina busca los dos jóvenes amantes asegurar el nacimiento de un niño milagroso, Sebastián las batallas de la familia que tomaron el control de la fábrica de juguetes próspero de su padre.  
Amor imposible, Malevolencia y ambición inconmensurable tejen un relato dramático, sin embargo, humorístico y siempre cautivante como Sebastián y Angelina busca su pequeño pedazo de paraíso.

## Elenco
- Natalia Streignard - Angelina
- Julio Pereira - Sebastián
- Julie Restifo - Frida
- Rebeca Costoya - Capricho
- Raquel Castaños - Brenda
- Alma Ingiani
- Olimpia Maldonado
- Juan Carlos Gardié - Severino
- Freddy Galavís
- José Zambrano
- Rebeca Alemán
- Zamira Segura
- Beatriz Fuentes
- José Ángel Ávila
- Mayra Africano
- Mirtha Pérez
- Pedro Rentería
- Mario Balsameda
- Carmen Julia Álvarez
- Yanis Chimaras
- Indira Leal
- Alberto Alifa
- Aura Rivas
- Vicente Passarielo
- José Luis Zuleta
- Antonio Brelio
- José Romero
- María Medina
- José Luis García
- Iñaky
- Carlos Alvarado
- Jimmy Quijano
- Jashel Rojas
- Manuelita Zelwer
- Oscar Rojas
- Mario Segovia
- Tatiana Padrón
- Gisselle Lairet